# Société mathématique lettone
La société mathématique lettone (en letton : Latvijas Matemātikas Biedrība, LMB) est une société savante de mathématiques basée en Lettonie, et reconnue par l'Union mathématique internationale comme l'organisation mathématique nationale pour le pays. Ses missions sont de promouvoir l'activité mathématique en Lettonie et de représenter la Lettonie au niveau international. Elle a été créée en 1993,. Son président actuel est Andrejs Reinfelds, issue de l'université de Lettonie à Riga.